# Mur d'Hadrià
El mur d'Hadrià o mur d'Adrià va ser una muralla defensiva romana a l'illa de Britànnia. En queden moltes restes, formades essencialment per una construcció de pedra i uns terraplens de terra, amb forts o torres de vigilància cada certa distància. Van ser declarades Patrimoni de la Humanitat per la UNESCO.
És una fortificació feta amb pedra i terra construïda entre l'any 122 i el 127. L'emperador Hadrià va instar la construcció d'aquest mur defensiu a la zona del que ara és el nord d'Anglaterra, que aproximadament correspon a l'actual frontera entre Anglaterra i Escòcia. Aquesta muralla de 80 milles romanes (uns 117,5 km) de llargada travessa el nord de l'illa d'oest a est, des del mar d'Irlanda fins a la desembocadura del riu Tyne, al mar del Nord. L'objectiu d'aquesta muralla era protegir la frontera nord de la província romana de Bretanya dels atacs dels «bàrbars», un terme pejoratiu per designar els pobles caledons.
La muralla tenia 300 torres, incloent-hi els 80 forts defensius principals i es trobava protegida per disset campaments atrinxerats. Els forts se situaven a cada milla romana (d'aquí el seu nom en anglès: "milecastle"). El nom també s'utilitza de vegades per designar la frontera entre Escòcia i Anglaterra, encara que la frontera actual no segueixi el seu curs.
La muralla va marcar el territori més al nord de l'Imperi Romà a l'illa fins a la construcció del Mur d'Antoní l'any 142, situada dins d'Escòcia encara més al nord, cosa que mostra l'avanç de les tropes romanes i el símbol de poder imperial que representaven aquestes muralles. Cap al 160, la muralla d'Antoní va ser sobrepassada pels pictes i abandonada per les tropes romanes i la muralla d'Hadrià va tornar a ser la frontera nord de l'Imperi.
La conquesta de Britànnia la va iniciar l'emperador Claudi l'any 43, i va durar molts anys fins a les victòries de les legions romanes de l'any 84, que van consolidar el seu domini. Es creu que el Mur d'Hadrià va tenir el seu origen en els forts i les estacions romanes establertes pel governador Gneu Juli Agrícola a partir de l'any 79. Agrícola va dominar part de la Caledònia després de la batalla del mont Graupi l'any 84, derrotant completament els pictes dirigits per Calgaco. Agrícola va establir les primeres estacions i forts per assegurar el seu domini i, tot i que en els següents anys els pictes derrotats es van mantenir tranquils, els romans es van retirar a les terres més segures al sud de Britànnia i van deixar només les estacions aïllades al nord amb les seves guarnicions.

## Construcció
Cap a l'any 120, els pictes ja tornaven a estar en peu de guerra i van atacar les posicions romanes. Hadrià va visitar l'illa i va decidir fixar el límit defensiu en un punt determinat i va triar una zona que, en part, constituïa una defensa natural amb la vall del Tyne a l'est i una sèrie de turons fins al Solway Firth, a l'oest. Deli Espartià descriu l'ordre d'Hadrià de construir un mur, obra coneguda després com el mur d'Adrià.
La construcció de la muralla per part de les tres legions destacades a l'illa, era feta amb blocs de pedra i torba i va començar l'any 122. Va ser reforçada al llarg dels anys pels soldats, i es van construir fortins, llocs fortificats i torres de defensa a intervals regulars en tota la seva longitud. La direcció de la construcció va seguir en gran part la via romana de Stanegate que havia obert Agrícola, que anava des de Carlisle fins a Corbridge, una via protegida per un limes i per nombrosos forts a un dia de distància l'un de l'altre, entre ells el fort de Vindolanda.
A principis del segle v, l'Imperi Romà va descuidar aquesta llunyana frontera. Els soldats van abandonar progressivament els seus llocs, i es van instal·lar majoritàriament als territoris propers per convertir-se en camperols.
Durant els segles següents, la muralla va ser abandonada, lliurada al saqueig dels vilatans que van recuperar bona part de les pedres per construir altres murs, les seves cases, les seves esglésies. Els fonaments de l'abadia d'Hexham es van fer amb pedres de la muralla.
El Dictionnaire infernal explica una llegenda escocesa que atribueix la solidesa de la muralla al diable, i recull diverses llegendes populars de les tragèdies que haurien afectat als que reutilitzaven aquestes pedres.
Les estacions del mur van ser (primer el nom antic i després el modern):
- Segedunum, Wallsend
- Pons Aelii, Newcastle.
- Condercum, Benwell.
- Vindobala, Rutchester.
- Hunnum, Halton Chesters.
- Cilurnum, Walwick Chesters.
- Procolitia, Carrawburgh.
- Borcovicus, Housesteads.
- Vindolana, Little Chesters o Chesterholm.
- Aesica, Great Chesters.
- Magna (Magnae), Carvoran.
- Amboglanna, Birdoswald.